# Lantéfontaine
Lantéfontaine – miejscowość i gmina we Francji, w regionie Grand Est, w departamencie Meurthe i Mozela.
Według danych na rok 1990 gminę zamieszkiwało 699 osób, a gęstość zaludnienia wynosiła 87 osób/km² (wśród 2335 gmin Lotaryngii Lantéfontaine plasuje się na 483. miejscu pod względem liczby ludności, natomiast pod względem powierzchni na miejscu 746.).

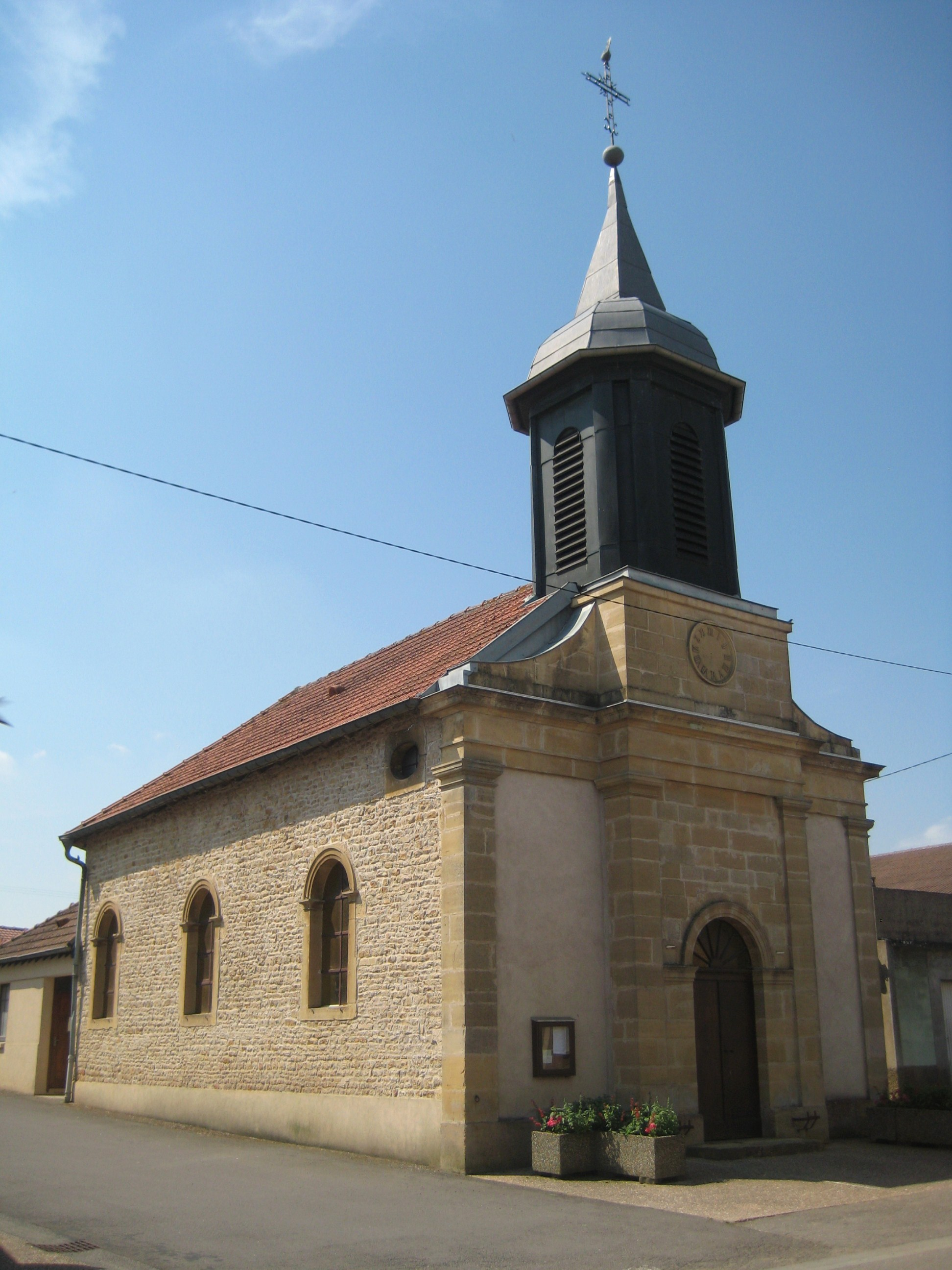
Kościół pw. św. Huberta (2009)
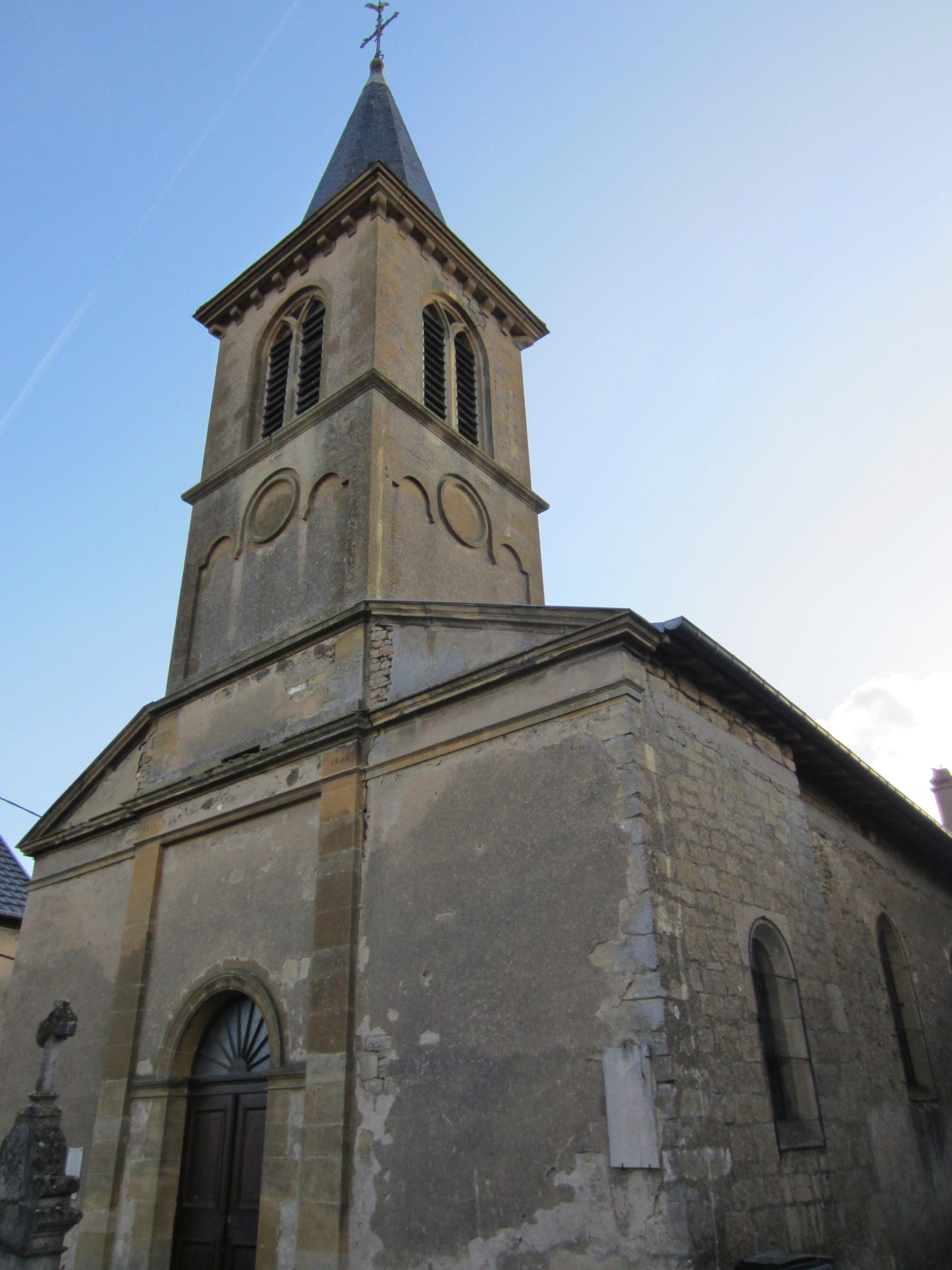
Kościół pw. św. Piotra (2011)

## Populacja

Populacja Lantéfontaine w latach 1962–2008